# Живко Гребенаров
Живко Костов Гребенаров е български революционер, терорист на Вътрешната македоно-одринска революционна организация.

## Биография
Роден е в град Охрид, тогава в Османската империя. Присъединява се към ВМОРО и действа като терорист на организацията. След Илинденско-Преображенското въстание през лятото на 1903 година, емигрира в България и се установява в кърджалийското село Поточница. Оставя кратки спомени за революционното дело, записани от Боян Мирчев.
При избухването на Балканската война в 1912 година е доброволец в Македоно-одринското опълчение в Костурска съединена чета и 6-а охридска дружина. Награден е с орден „За храброст“, IV степен.
Негов син е Петър Гребенаров, общественик и деец на Вътрешната македонска революционна организация.